# Jeddah Corniche Circuit
Der Jeddah Corniche Circuit (arabisch حلبة كورنيش جدة, DMG Ḥalbat Kūrnīš Ǧidda) ist eine von Carsten Tilke, Sohn des ehemaligen Rennfahrers Hermann Tilke, entworfene, permanente Motorsport-Rennstrecke in Dschidda, Saudi-Arabien an der Ostküste des Roten Meers. Auf ihr wird seit der Formel-1-Weltmeisterschaft 2021 der Große Preis von Saudi-Arabien ausgetragen.

## Geschichte
Die Strecke wurde im Sommer 2021 an der 12 Kilometer nördlich des Stadtzentrums von Jeddah gelegenen Corniche angelegt. Sie wurde als Ersatz für die eigentlich als Austragungsort vorgesehenen neuen Circuit in Qiddiya erbaut, dessen Fertigstellung sich zwischenzeitlich auf 2028 verschoben hat. Ein Stadtkurs war dabei die bevorzugte Variante, woraufhin die Formel-1-Mitarbeiter nach einem geeigneten Standort in Dschidda suchten. Casten Tilke wurde zum Architekten der Strecke.
Die Bauarbeiten begannen im April 2021 und der Kurs wurde nach nur acht Monaten mit dem ersten Großen Preis von Saudi-Arabien am 3. Dezember 2021 eröffnet. Für den Bau der Rennstrecke wurden 37.000 Tonnen Asphalt, 600.000 Tonnen Zement, 30.000 Quadratmeter Ziegelsteine und mehr als 1.400 Tonnen Glas benötigt. Der Bau der Strecke umfasste den Bau von sieben Tribünen. Mehr als 200.000 Meter Kabel, einschließlich Strom- und Glasfaserkabel, wurden verlegt. Im Rahmen des Projekts zur Regenerierung der Lagune wurden 162.814 Tonnen Schlamm und Abfälle aus der Lagune gebaggert und in getrennte Lager aufgeteilt, wobei ersterer behandelt und recycelt und letztere entsorgt wurden.
Ende 2022 wurde für das Finale der WTCC-Serie erstmals das verkürzte, nur 3,45 Kilometer lange Layout des Kurses benutzt. Das neue Layout verbindet die Kurve 4 mit der Kurve 20 des Full Track und bildet einen 12-Kurven-Kurs.

## Streckenbeschreibung
Der Kurs nutzt das Gelände der ehemaligen Corniche ohne sich dabei an die ursprüngliche Straßenführung zu halten. Nur 12 % der Strecke folgen noch dem alten Straßenverlauf. Anders als die Mehrzahl der Stadtkurse ist die Anlage auch keine temporäre Rennstrecke, sondern eine permanente, geschlossene Rennsportanlage, die keinerlei Anbindung an das Straßennetz von Jeddah mehr hat. Dadurch konnten sowohl das Layout als auch die Sicherheitseinrichtungen besser an die Erfordernisse einer Rennstrecke angepasst werden.
Die entgegen dem Uhrzeigersinn befahrene 6,17 Kilometer lange Strecke weist 27 Kurven auf und ist nicht nur die zweitlängste aktuelle Strecke im Formel 1 Kalender, sondern dank des für einen Stadtkurs ungewöhnlich flüssigen Layouts mit geschätzten Höchstgeschwindigkeiten von 322 km/h zwischen den Kurven 25 und 27 auch der schnellste Stadtkurs und die zweitschnellste von der Serie besuchte Strecke.
Im Vorfeld des ersten Großen Preises äußerten manche Fahrer Bedenken bezüglich der Sicherheit der neuen Rennstrecke. Bereits beim ersten Rennen 2021 kam es zu einem schweren Unfall seitens Mick Schumacher, woraufhin später Teile der Strecke teilweise entschärft wurden. Trotz diesen Änderungen bezeichneten weitere Fahrer wie Max Verstappen oder Zhou Guanyu den Kurs weiterhin als sehr gefährlich.

## Veranstaltungen
Hauptveranstaltung ist die Durchführung des Großen Preis von Saudi-Arabien der Formel 1. Daneben wird der Kurs seit 2024 auch für die saudi-arabische Formel-4-Meisterschaft und für das 6-Stunden-Rennen von Jeddah (als Teil der GT World Challenge Europe) verwendet. 2025 fand zum ersten Mal der Dschidda E-Prix, als Teil der Formel-E-Weltmeisterschaft, auf der Strecke statt, welche somit den Stadtkurs in Diriyya ersetzte.
Ende 2022 fand auch das Saisonfinale des FIA World Touring Car Cup auf der verkürzten Variante des Kurses statt. Es war das letzte Rennen der Serie vor deren Einstellung.

## Statistik
| Nr. | Jahr | Fahrer         | Konstrukteur | Motor      | Reifen | Zeit          | Streckenlänge | Runden | Ø-Tempo      | Datum       | GP von        |
| --- | ---- | -------------- | ------------ | ---------- | ------ | ------------- | ------------- | ------ | ------------ | ----------- | ------------- |
| 1   | 2021 | Lewis Hamilton | Mercedes     | Mercedes   | P      | 2:06:15,118 h | 6,175 km      | 50     | 146,588 km/h | 5. Dezember | Saudi-Arabien |
| 2   | 2022 | Max Verstappen | Red Bull     | RBPT       | P      | 1:24:19,293 h | 6,175 km      | 50     | 219,481 km/h | 27. März    | Saudi-Arabien |
| 3   | 2023 | Sergio Pérez   | Red Bull     | Honda RBPT | P      | 1:21:14,894 h | 6,175 km      | 50     | 227,783 km/h | 19. März    | Saudi-Arabien |
| 4   | 2024 | Max Verstappen | Red Bull     | Honda RBPT | P      | 1:20:43,273 h | 6,175 km      | 50     | 229,456 km/h | 9. März     | Saudi-Arabien |
| 5   | 2025 | Oscar Piastri  | McLaren      | Mercedes   | P      | 1:21:06,758 h | 6,175 km      | 50     | 228,164 km/h | 20. April   | Saudi-Arabien |

Rekordsieger
Fahrer: Max Verstappen (2) • Fahrernationen: Niederlande (2) • Konstrukteure: Red Bull (3) • Motorenhersteller: Honda RBPT (2) • Reifenhersteller: Pirelli (5)